# Dothideomycetidae
Die Dothideomycetidae sind eine Unterklasse der Schlauchpilze.
Die Ascomata sind klein bis mittelgroß und befinden sich einzeln oder in Gruppen auf dem basalen Stroma. Die Fruchtkörper besitzen meist eine Apikalpore. Pseudoparaphysen fehlen, Periphysoide können vorhanden sein. Die Asci sind kugelig bis ellipsoidisch bis zylindrisch. Die Ascosporen sind hyalin, subhyalin oder dunkelbraun. Ihre Form und Größe ist variabel. Sie sind einzellig, oder ein- bis mehrfach septiert.
Die Anamorphen sind coelomycetisch und/oder hyphomycetisch.

## Systematik
Die Unterklasse Dothideomycetidae wurde 2006 von Schoch und anderen erstbeschrieben. Sie fassten damit drei Ordnungen zusammen, die zusammen die Schwestergruppe aller anderen Dothideomycetes darstellen: Die Ordnung Trypetheliales wurde 2008 beschrieben und 2020 in die Unterklasse gestellt.
- Ordnung Capnodiales
- Ordnung Dothideales
- Ordnung Myriangiales
- Ordnung Trypetheliales

Ein Kladogramm sieht folgendermaßen aus:
|  | Myriangiales                                                |
|  |                                                             |
|  | \| \| Capnodiales \| \| \| \| \| \| Dothideales \| \| \| \| |
|  |                                                             |
|  | Capnodiales                                                 |
|  |                                                             |
|  | Dothideales                                                 |
|  |                                                             |

|  | Capnodiales |
|  |             |
|  | Dothideales |
|  |             |

|  | Myriangiales                                                |
|  |                                                             |
|  | \| \| Capnodiales \| \| \| \| \| \| Dothideales \| \| \| \| |
|  |                                                             |
|  | Capnodiales                                                 |
|  |                                                             |
|  | Dothideales                                                 |
|  |                                                             |

|  | Capnodiales |
|  |             |
|  | Dothideales |
|  |             |